# Diecezja Makeni
Diecezja Makeni – diecezja rzymskokatolicka w Sierra Leone. Powstała w 1952 jako prefektura apostolska. Podniesiona do rangi diecezji w 1962.

## Biskupi diecezjalni
- Biskupi
  - bp Bob John Hassan Koroma (od 2023)
  - bp Henry Aruna (2012 - 2015) nie objął zwierzchnictwa nad diecezją
  - bp Giorgio Biguzzi, S.X. (1986 - 2012)
  - bp Augusto Fermo Azzolini, S.X. (1962 – 1986)
- Prefekci apostolscy
  - Bp Augusto Fermo Azzolini, S.X. (1952 – 1962)